# Stenomicra cogani
Stenomicra cogani är en tvåvingeart som beskrevs av Irwin 1982. Enligt Catalogue of Life ingår Stenomicra cogani i släktet Stenomicra och familjen savflugor, men enligt Dyntaxa är tillhörigheten istället släktet Stenomicra och familjen dvärgflugor.
Artens utbredningsområde är Storbritannien. Arten är reproducerande i Sverige. Inga underarter finns listade i Catalogue of Life.